# Џу (династија Сја)
Kralj Džu (kineski 予) bio je rani kineski vladar iz dinastije Sja. Bio je sedmi vladar te dinastije, a živeo je u gradu Juanu (danas Đijuan).
Njegovi su roditelji bili kralj Šao Kang iz dinastije Sja i njegova supruga, ćerka poglavice severnog plemena. 
U petoj godini svoje vladavine Džu je premestio svoj glavni grad u grad Laoćju (danas Kaifeng). Pominje se da je volio loviti.
Nije poznato ko je bila njegova žena, ali se zna da je imao barem jedno dete, sina Huaija, koji ga je nasledio. On je postao kralj Huai iz dinastije Sja.